# Посольство Алжира в России

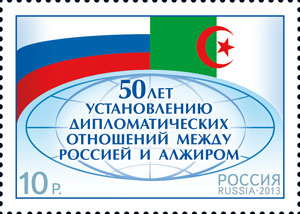
Почтовая марка России к 50-летию установления дипотношений между Россией и Алжиром.

Посольство Алжира в России (араб. سفارة الجزائر في روسيا‎) — дипломатическая миссия Алжира в России, расположена в Москве в Тверском районе в Крапивенском переулке. Дипломатические отношения СССР с Временным правительством Алжирской Республики были установлены 23 марта 1962 года ещё до объявления независимости Алжира 5 июля того же года.
- Посол — Бумедьен Геннад (с 29 сентября 2023 года)
- Индекс автомобильных дипломатических номеров: 018.

## Послы Алжира в России
- Амр Мехлуф (1997—2000)
- Юсеф Диб (2000—2001)
- Амар Абба (2001—2008)
- Смаил Шерги (2008—2014)
- Смаил Аллауа (2014—2019)
- Мохамед Шериф Курта (2020—2021)
- Смаил Бенамара (2022—2023)
- Бумедьен Геннад (2023 — н. в.)